# 1986년 FIFA 월드컵

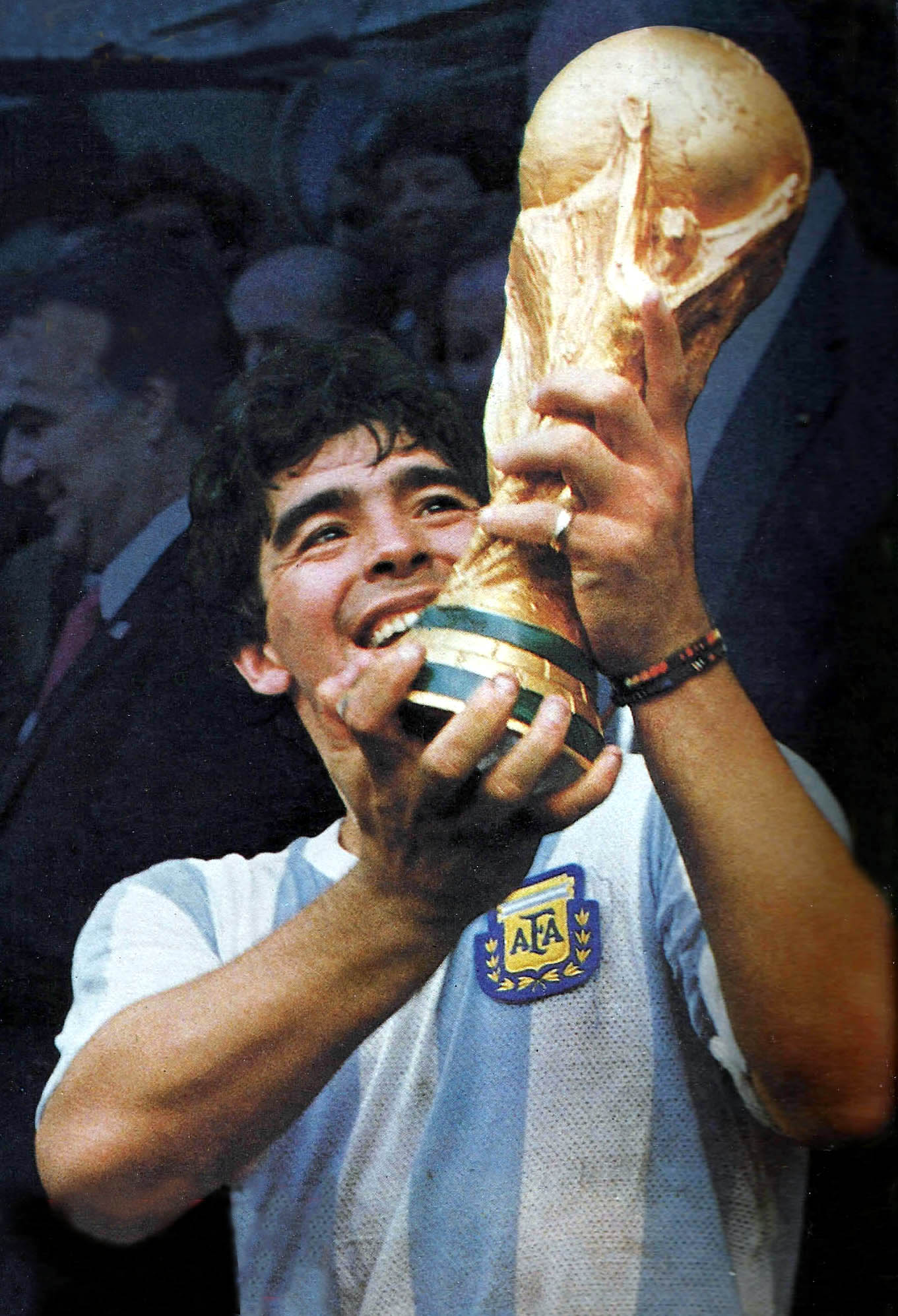
우승컵을 들고 환호하는 디에고 마라도나. 아르헨티나는 이 대회를 무패로 우승했다.

1986년 FIFA 월드컵(스페인어: Copa Mundial de Fútbol de 1986)은 남자 축구 국가대표팀이 참가하는 4년제 축구 대회인 FIFA 월드컵의 13번째 대회이다. 국제 축구 연맹은 콜롬비아를 원래 개최국으로 선정되었지만, 경제적 사유로 이어가지 못하면서 1982년 11월에 개최권을 반납했다. 멕시코가 1983년 5월에 개최국으로 선정되면서, 앞서 1970년 대회를 개최했던 멕시코는 2차례 이상 월드컵을 개최한 최초의 국가로 기록되었다.
이 대회는 아르헨티나가 우승했다.(1978년 이래 첫 우승이자 통산 2번째 우승) 아르헨티나는 25세의 디에고 마라도나가 주장을 맡아 선수단을 이끌었고, 잉글랜드와의 8강전에서 "신의 손"으로 득점한 뒤 "세기의 골"까지 터뜨려 두고두고 회자될 경기를 치렀다. 마라도나는 이 대회에서 전술한 2골을 포함해 총 5골을 득점했고, 동료의 골도 5번 도왔다. 아르헨티나는 멕시코 시의 아스테카 경기장에서 열린 결승전에서 서독을 3-2로 이겼다. 이 대회에서 총 2,394,031명, 경기당 평균 46,039명의 관중이 경기를 관전했다. 이 대회에서 캐나다, 덴마크, 그리고 이라크가 대회 본선을 처음으로 밟았다.
이 대회는 진행 방식이 1982년과 다르게 변경되었다. 각 조의 최종전은 동시간에 진행되었고, 한 차례 조별 리그를 통과하면 추가적인 조별 리그 진행 없이 16개국이 바로 토너먼트전을 펼쳤다. 24개국은 4개국씩 6개조(A조에서 F조까지)에 편성되었다. 각 조의 상위 2개국과 각 조의 3위를 차지한 국가들 중 가장 전적이 좋은 4개국이 16강에 진출했다. 전 대회를 우승한 이탈리아는 프랑스와의 16강전에서 패퇴했다.
이 대회에서 처음으로 파도타기 응원이 처음으로 등장했는데, 이 대회를 기점으로 파도타기 응원이 전세계적으로 유행하기 시작했다.

## 개최국 선정
1974년 6월, 국제 축구 연맹(FIFA)는 1986년 대회의 개최국으로 처음에 콜롬비아를 선정했고, 개최 도시로 보고타, 메데인, 칼리, 페레이라, 그리고 부카라망가를 지정했고, 바랑키야도 추가 개최 후보 도시로 꼽았다. 콜롬비아는 16개국이 참가하는 대회를 개최할 예정이었다. 그러나, 국제 축구 연맹이 스페인에서 열릴 1982년 월드컵에서 참가국을 24개국으로 늘리기로 결정하면서, 콜롬비아가 개최할 역량을 넘어서게 되었고, 비록 주앙 아벨란제 국제 축구 연맹 회장이 처음에 16개국이 참가하는 대회로 다시 규모를 줄일 수 있다고 콜롬비아를 안심시키려 했다. 훌리오 세사르 투르바이 아얄라 콜롬비아 대통령은 처음에 대회 개최에 반대하는입장이었지만, 1980년 10월에 울며 겨자먹기로 개최를 허락했다. 그러나, 투르바이 아얄라의 후임 콜롬비아 대통령이었던 벨리사리오 베탕쿠르는 1982년 11월 5일에 국제 축구 연맹의 조건에 맞추어 월드컵을 개최할 수 없다고 밝혔다.
비록 멕시코, 미국, 그리고 캐나다가 1983년 3월 11일에 콜롬비아를 대신할 개최국 후보로 신청했지만, 5인으로 구성된 국제 축구 연맹 집행위원회는 같은 해 3월 31일에 미국과 캐나다가 국제 축구 연맹의 조건을 "충족시키지 못해" 멕시코만 개최 자격을 승인했고, 집행위원회는 캐나다와 미국의 개최 경기장 시찰을 거절했다. 1983년 5월 20일, 아벨란제 회장은 미국과 캐나다의 발표 준비가 더 잘되었다고 평했지만, 집행위원회는 콜롬비아를 대신할 개최국으로 멕시코를 선정했다. 앞서 1970년 대회를 개최했던 멕시코는 사상 최초로 2번의 월드컵을 개최한 국가가 되었다.
캐나다 대표는 대회 개최를 위해 필요한 경기장 수에 착오가 있어서 멕시코보다 더 완성도가 높은 보고서를 제출하고도 집행위원회가 캐나다를 배제한 사실에 비판했다. 미국의 개최 신청 건도 월드컵을 유치하기 위해 필요한 수용 인원 이상의 경기장 수를 넘었었다.(최소 40,000명 수용 가능하며, 2차전 경기에는 60,000명 수용할 수 있고, 결승전 경기장에 80,000명 수용할 수 있음) 멕시코는 유치전에 14개 경기장을 제출했지만, 신청 당시 6개 경기장만 40,000명 이상 수용 가능했고, 3개 경기장만 60,000명을 수용할 수 있었다. 아벨란제 회장은 도리어 1984년 로스 앤젤레스 하계 올림픽 축구 대회에서 개최 경기장을 선정 기준을 놓고 비난했다. 미국은 멕시코가 22인 집행위원회 중 2석을 차지한 것이 영향을 끼쳤다고 지적했고, 국제 축구 연맹의 부회장 겸 텔레비사의 회장이 아벨란제와 연결 고리가 있다고 꼬집었다. 멕시코 편으로 결정이 기울게 한 또다른 요인으로, 아벨란제 회장이 개최국 선정 투표를 앞두고 텔레비사의 중계권을 비밀리에 합의한 점이 유효했다고 짚었다. 유치전 절차가 완료된 후, 미국의 월드컵 유치전을 총지휘했던 헨리 키신저 전 미국 국무장관은 "축구 외교전은 제게 중동의 정치 구도를 회상케 합니다"라고 의견을 표했고, 캐나다 유치위원회는 10쪽짜리 유치 신청서를 "장난같다"라며 허탈해했다.
대회 개막 8개월 전인 1985년 9월, 대지진으로 멕시코의 월드컵 정상 개최 여부에 의문이 제기되었지만, 경기장은 지진으로 피해를 보지 않았고, 계획 대로 순조롭게 진행될 것으로 발표되었다. 국제 연합이 1986년을 국제 평화의 해로 선언하면서, 모든 경기장에는 국제 축구 연맹과 국제 연합의 로고를 나란히 표시하고 "평화를 위한 축구 - 평화의 해"로 광고판에 표시했다.
로고를 제작하면서 다음과 같은 비공식 슬로건도 쓰였다: "공 하나로 단결한 세계"(El Mundo Unido por Un Balón)
이 대회의 공인구는 아디다스 아스테카였다.

## 마스코트
1986년 FIFA 월드컵의 공식 마스코트는 멕시코 요리에 자주 쓰이는 할라페뇨 고추를 의인화해 콧수염, 콜리모테 솜브레로, 그리고 멕시코 국가대표팀 색상을 입은 "피케"(Pique)였다. 이름의 유래는 "맵다"(picante)에서 유래했고, 페널티 킥의 약자인 "피케이"(PK)의 언어유희이기도 했다. 피케는 스페인어권에서 흔한 이름이기도 했다.
이 마스코트는 멕시코 내에서 인종적 편견을 고착화시켰다는 논란이 야기되었다.

## 지역 예선
3개국이 이 대회에서 처음으로 월드컵 본선 무대를 밟았다: 덴마크, 이라크, 그리고 캐나다. 캐나다는 뉴펀들랜드 래브라도 주의 세인트 존스에서 열린 온두라스와의 예선 최종전에서 2-1로 이기고 본선행에 성공했다. 이라크는 이란-이라크 전쟁의 발발로 안방 경기를 모두 중립 구장에서 치렀다. 대한민국은 1954년 이래 처음으로 대회 본선에 진출했고, 파라과이도 1958년 대회 이래 처음으로 대회 본선에 올랐다. 포르투갈도 1966년 대회 이래 처음으로 본선 진출권을 손에 넣었고, 불가리아와 우루과이도 1974년 대회 이래 처음으로 본선행에 성공했다. 2022년을 기준으로, 북아일랜드와 헝가리가 마지막으로 대회 본선에 모습을 드러냈고, 이라크는 이 대회가 처음이자 마지막 본선 출전 대회였다. 네덜란드는 이 대회 본선행이 또다시 좌절되었지만, 불과 2년 뒤 유럽 선수권 대회를 우승했다.

### 본선 참가국 목록

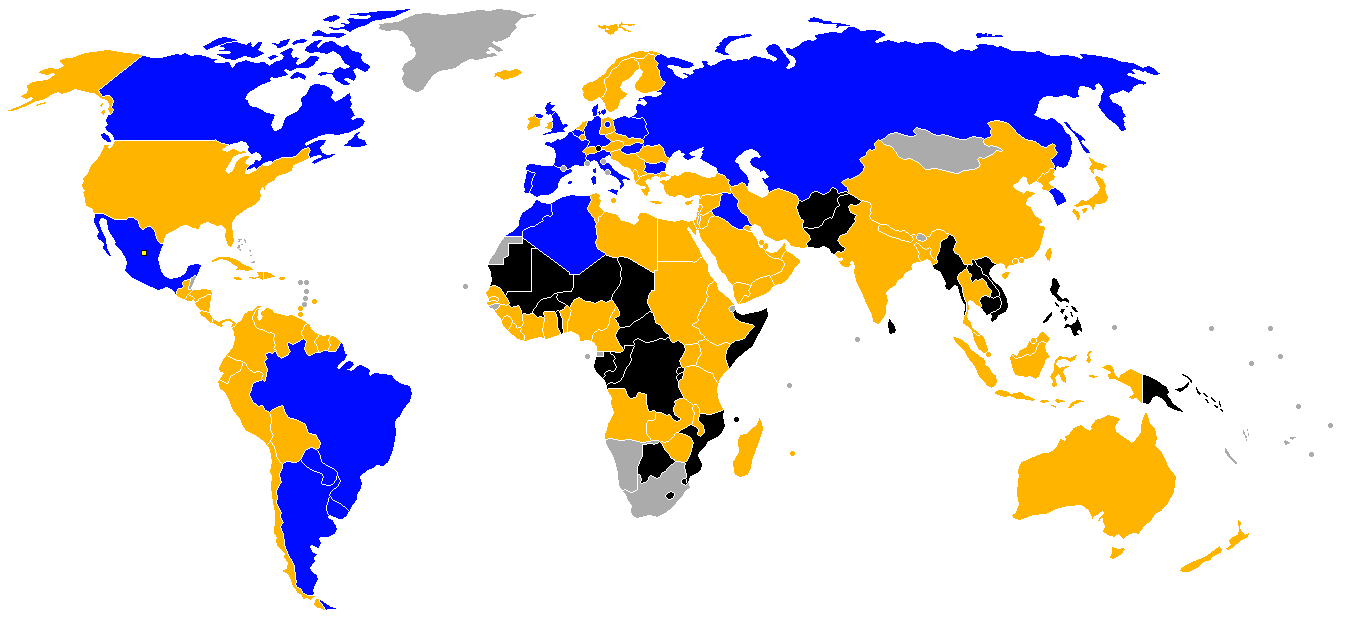
본선 진출국
탈락국
불참국
FIFA 비회원국

다음 24개국이 대회 본선에 진출했다.
| AFC (2) - 대한민국 - 이라크 (첫 출전) CAF (2) - 모로코 - 알제리 OFC (0) - 모두 탈락 | CONCACAF (2) - 멕시코 (개최국) - 캐나다 (첫 출전) CONMEBOL (4) - 브라질 - 아르헨티나 - 우루과이 - 파라과이 | UEFA (14) - 덴마크 (첫 출전) - 벨기에 - 북아일랜드 - 불가리아 - 서독 - 소련 - 스코틀랜드 - 스페인 - 이탈리아 (전 대회 우승) - 잉글랜드 - 포르투갈 - 폴란드 - 프랑스 - 헝가리 |  |

## 개최 도시 및 경기장
전국 11개 도시의 12개 구장(멕시코 시에 2개 구장 소재)에서 대회가 진행되었고, 이 중 1970년 대회를 개최했던 5개 구장이 모두 1986년 대회고 개최했다. 대회 최대의 구장인 멕시코 시의 아스테카는 9개 경기(결승전 포함)를 주최해 다른 경기장보다 많은 경기를 진행했다. 멕시코 시에서 총 13개 경기를 진행했다. 올림피코 우니베르시타리오는 4경기를 진행(멕시코 시의 교외에 소재한 네사우알코요틀의 3경기도 포함하면, 멕시코 시의 도시권에서만 16경기를 개최했다. 네사우알코요틀에서 3경기가 진행되어, 멕시코 시 도시권에서 대회 전체의 3분의 1 가량의 경기가 진행되었다). 멕시코의 제2도시인 과달라하라에서 총 10경기를 진행했고,(할리스코에서 7경기를, 사포판의 트레스 데 마르소에서 3경기를 진행했다.) 몬테레이에서는 7경기를 개최했고,(테크놀로히코 경기장은 3경기를, 산 니콜라스 데 로스 가르사의 우니베르시타리오 경기장에서 4경기를 진행했다.) 푸에블라의 콰우테모크 경기장은 5경기를 열었다.
대체로 고온, 다습하며, 비가 자주 내리는 멕시코의 여름 날씨는 몬테레이의 건조한 사막과 과달라하라의 열대 기후로 크게 차이를 보였다. 그러나, 선수가 이 대회에서 맞이할 최악의 난제는 개최 도시들의 고지대 문제였다. 34–40 °C 기후의 몬테레이(해발 600미터 높이)를 제외하고 모든 도시들은 해발 1,566m의 과달라하라와 해발 2,660m의 톨루카를 비롯해 여러 경기장을 순회하는 선수들의 적응을 어렵게 했는데, 기후가 같은 위도의 도시들에 비해 낮아 고온 문제는 없었다. 개막전과 결승전 경기를 포함해 가장 많은 경기를 주최하는 멕시코 시는 해발 2,250m에 있었고, 이 대회 경기를 진행한 다른 도시들보다 선선했다.
| 멕시코 시                                                   | 멕시코 시                                                                      | 할리스코 주, 과달라하라                                                        | 푸에블라 주, 푸에블라                  |
| ----------------------------------------------------------- | ------------------------------------------------------------------------------ | ------------------------------------------------------------------------------ | -------------------------------------- |
| 아스테카                                                    | 올림피코 우니베르시타리오                                                      | 할리스코                                                                       | 콰우테모크                             |
| 수용인원: 114,600명                                         | 수용인원: 72,212명                                                             | 수용인원: 66,193명                                                             | 수용인원: 46,416명                     |
|                                                             |                                                                                |                                                                                |                                        |
| 누에보 레온 주 산 니콜라스 데 로스 가르사 (몬테레이 도시권) | CDMX과달라하라 · 사포판몬테레이 · SNDLG케레타로푸에블라톨루카이라푸아토레온    | CDMX과달라하라 · 사포판몬테레이 · SNDLG케레타로푸에블라톨루카이라푸아토레온    | 케레타로 주 케레타로                   |
| 우니베르시타리오                                            | CDMX과달라하라 · 사포판몬테레이 · SNDLG케레타로푸에블라톨루카이라푸아토레온    | CDMX과달라하라 · 사포판몬테레이 · SNDLG케레타로푸에블라톨루카이라푸아토레온    | 코레히도라                             |
| 수용인원: 43,780명                                          | CDMX과달라하라 · 사포판몬테레이 · SNDLG케레타로푸에블라톨루카이라푸아토레온    | CDMX과달라하라 · 사포판몬테레이 · SNDLG케레타로푸에블라톨루카이라푸아토레온    | 수용인원: 38,576명                     |
|                                                             | CDMX과달라하라 · 사포판몬테레이 · SNDLG케레타로푸에블라톨루카이라푸아토레온    | CDMX과달라하라 · 사포판몬테레이 · SNDLG케레타로푸에블라톨루카이라푸아토레온    |                                        |
| 메히코 주, 네사우알코요틀 (멕시코 시 도시권)                | CDMX과달라하라 · 사포판몬테레이 · SNDLG케레타로푸에블라톨루카이라푸아토레온    | CDMX과달라하라 · 사포판몬테레이 · SNDLG케레타로푸에블라톨루카이라푸아토레온    | 누에보 레온 주, 몬테레이               |
| 네사 86                                                     | 멕시코 시 도시권의 경기장 (위 지도에서 CDMX로 표기 () )올림피코아스테카네사 86 | 멕시코 시 도시권의 경기장 (위 지도에서 CDMX로 표기 () )올림피코아스테카네사 86 | 테크놀로히코                           |
| 수용인원: 34,536명                                          | 멕시코 시 도시권의 경기장 (위 지도에서 CDMX로 표기 () )올림피코아스테카네사 86 | 멕시코 시 도시권의 경기장 (위 지도에서 CDMX로 표기 () )올림피코아스테카네사 86 | 수용인원: 33,805명                     |
|                                                             | 멕시코 시 도시권의 경기장 (위 지도에서 CDMX로 표기 () )올림피코아스테카네사 86 | 멕시코 시 도시권의 경기장 (위 지도에서 CDMX로 표기 () )올림피코아스테카네사 86 |                                        |
| 메히코 주, 톨루카                                           | 과나후아토 주, 이라푸아토                                                      | 과나후아토 주, 레온                                                            | 할리스코 주 사포판 (과달라하라 도시권) |
| 네메시오 디에스                                             | 세르히오 레온 차베스                                                           | 노우 캄프                                                                      | 트레스 데 마르소                       |
| 수용인원: 32,612명                                          | 수용인원: 31,336명                                                             | 수용인원: 30,531명                                                             | 수용인원: 30,015명                     |
|                                                             |                                                                                |                                                                                |                                        |

위의 모든 경기장은 몬테레이 도시권에 있는 경기장들을 제외하고 모두 중부 멕시코에 소재한 경기장들로, 당시 대회 진행 방식과 동일하게 각국 선수단이 경기를 치르는 장소를 최대한 가깝게 했다. A조는 멕시코 시의 올림피코 우니베르시타리오 경기장과 푸에블라의 콰우테모크 경기장(아스테카에서 열린 개막전인 불가리아-이탈리아 경기 제외)에서 치렀고, B조는 멕시코 시의 아스테카 경기장과 톨루카의 네메시오 디에스 경기장에서, C조는 레온의 노우 캄프와 이라푸아토의 세르히오 레온 차베스 경기장에서, D조는 과달라하라 도시권(과달라하라의 할리스코 경기장과 사포판의 트레스 데 마르소 경기장에서 진행했고, 조별 리그 최종전 중 1경기는 몬테레이에서 진행했다)에서, E조는 케레타로의 코레히도라 경기장과 네사우알코요틀의 네사 86 경기장에서, 그리고 F조는 북동부 몬테레이 도시권(몬테레이의 테크놀로히코 경기장과 산 니콜라스 데 로스 가르사의 우니베르시타리오 경기장에서)에서 진행했다. 그리고 결선 토너먼트는 네사우알코요틀, 이라푸아토, 사포판, 톨루카, 그리고 몬테레이의 공과대학 경기장을 제외한 나머지 경기장에서 진행되었다.
| 경기장                    | 경기                                         | 조별 리그를 치른 국가          |
| ------------------------- | -------------------------------------------- | ------------------------------ |
| 아스테카                  | 개막전, B조, 16강전, 8강전, 준결승전, 결승전 | 멕시코                         |
| 올림피코 우니베르시타리오 | A조, 16강전                                  | 대한민국, 불가리아, 아르헨티나 |
| 할리스코                  | D조, 16강전, 8강전, 준결승전                 | 브라질                         |
| 콰우테모크                | A조, 16강전, 8강전, 3위 결정전               | 이탈리아                       |
| 우니베르시타리오          | F조, 16강전, 8강전                           | 폴란드                         |
| 코레히도라                | E조, 16강전                                  | 서독                           |
| 테크놀로히코              | F조                                          | 모로코*, 잉글랜드, 포르투갈*   |
| 노우 캄프                 | C조, 16강전                                  | 프랑스                         |
| 네사 86                   | E조                                          | 덴마크, 스코틀랜드, 우루과이   |
| 세르히오 레온 차베스      | C조                                          | 소련, 캐나다, 헝가리           |
| 트레스 데 마르소          | D조                                          | 북아일랜드, 스페인*, 알제리*   |
| 네메시오 디에스           | B조                                          | 벨기에, 이라크, 파라과이       |

- 모로코-포르투갈 경기는 사포판의 트레스 데 마르소 경기장에서, 스페인-알제리 경기장은 몬테레이의 테크놀로히코 경기장에서 맞바꾸어 경기를 진행했다.

## 주심
| 남미 - 호무아우두 아르피 필류 (브라질) - 카를로스 에스포시토 (아르헨티나) - 호세 루이스 마르티네스 바산 (우루과이) - 에르난 실바 (칠레) - 헤수스 디아스 (콜롬비아) - 가브리엘 곤살레스 로아 (파라과이) 북중미 - 로물로 멘데스 (과테말라) - 안토니오 마르케스 라미레스 (멕시코) - 데이비드 소차 (미국) - 베르니 우요아 모레라 (코스타리카) | 아시아 - 팔라즈 알-샤나르 (사우디아라비아) - 자말 알 샤리프 (시리아) - 다카다 시즈오 (일본) 아프리카 - 이드리사 트라오레 (말리) - 에드윈 피콩-아콩 (모리셔스) - 알리 벤 나세르 (튀니지) 오세아니아 - 크리스 뱀브리지 (오스트레일리아) 유럽 - 얀 케이저르 (네덜란드) - 지크프리트 키르셴 (동독) - 이오안 이그나 (루마니아) - 알렉시 포네 (벨기에) | - 앨런 스노디 (북아일랜드) - 보그단 도체프 (불가리아) - 폴커 로트 (서독) - 발레리 부텐코 (소련) - 에리크 프레드리크손 (스웨덴) - 앙드레 데나 (스위스) - 빅토리아노 산체스 아르미니오 (스페인) - 호르스트 브루마이어 (오스트리아) - 조란 페트로비치 (유고슬라비아) - 루이지 아뇰린 (이탈리아) - 조지 코트니 (잉글랜드) - 보이테흐 흐리스토프 (체코슬로바키아) - 카를루스 실바 발렌트 (포르투갈) - 조엘 키니우 (프랑스) - 네메트 러요시 (헝가리) |

## 시드 배정
1985년 12월 15일에 멕시코 시에서 조 추첨을 하였다.
| 시드 배정국 (개최국 및 1982년 월드컵 상위 5개국)                                                                                         | 1포트                                                         | 2포트                                                   | 3포트                                                             |
| --- | ------------------------------------------------------------- | ------------------------------------------------------- | ----------------------------------------------------------------- |
| - 멕시코 (개최국) - 이탈리아 (전 대회 우승) - 서독 (전 대회 준우승) - 폴란드 (전 대회 3위) - 프랑스 (전 대회 4위) - 브라질 (전 대회 5위) | - 잉글랜드 - 소련 - 아르헨티나 - 스페인 - 파라과이 - 우루과이 | - 알제리 - 캐나다 - 덴마크 - 이라크 - 모로코 - 대한민국 | - 벨기에 - 불가리아 - 헝가리 - 북아일랜드 - 포르투갈 - 스코틀랜드 |

## 대회 요약

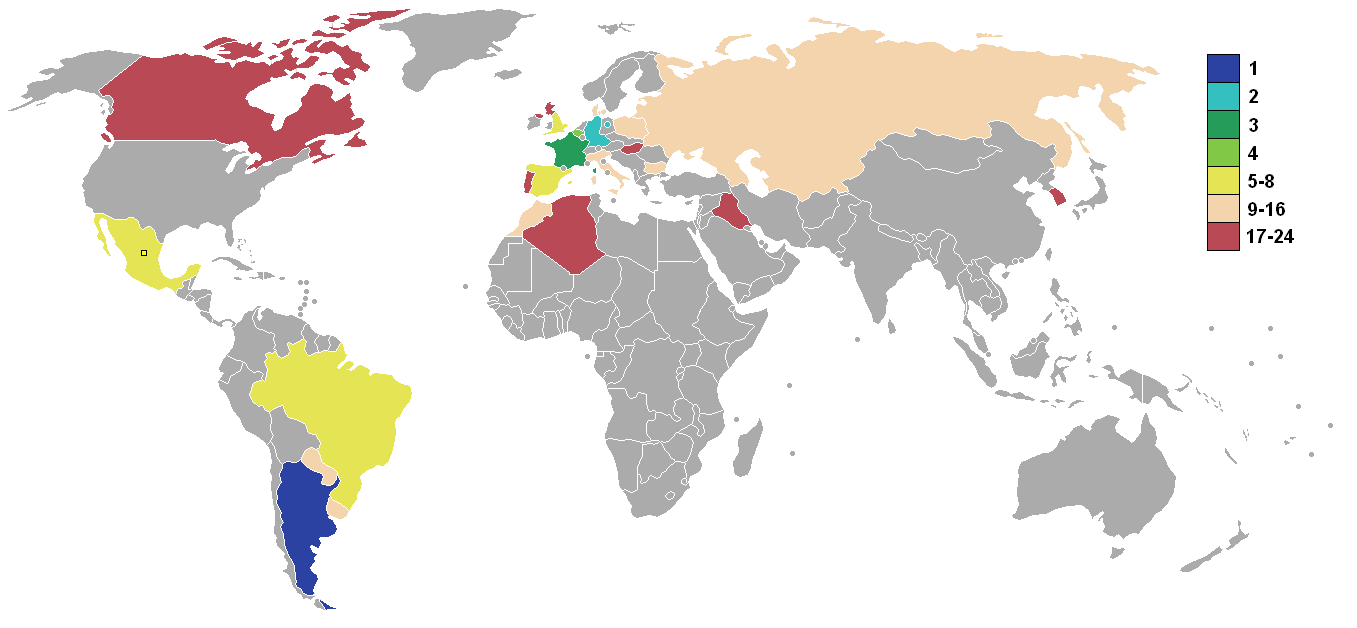
1986년 월드컵 참가국의 최종 성적
우승
준우승
3위
4위
8강
16강
조별 리그

| 우승 준우승 | 3위 4위 | 8강 16강 | 조별 리그 |

### 조별 리그 6개조

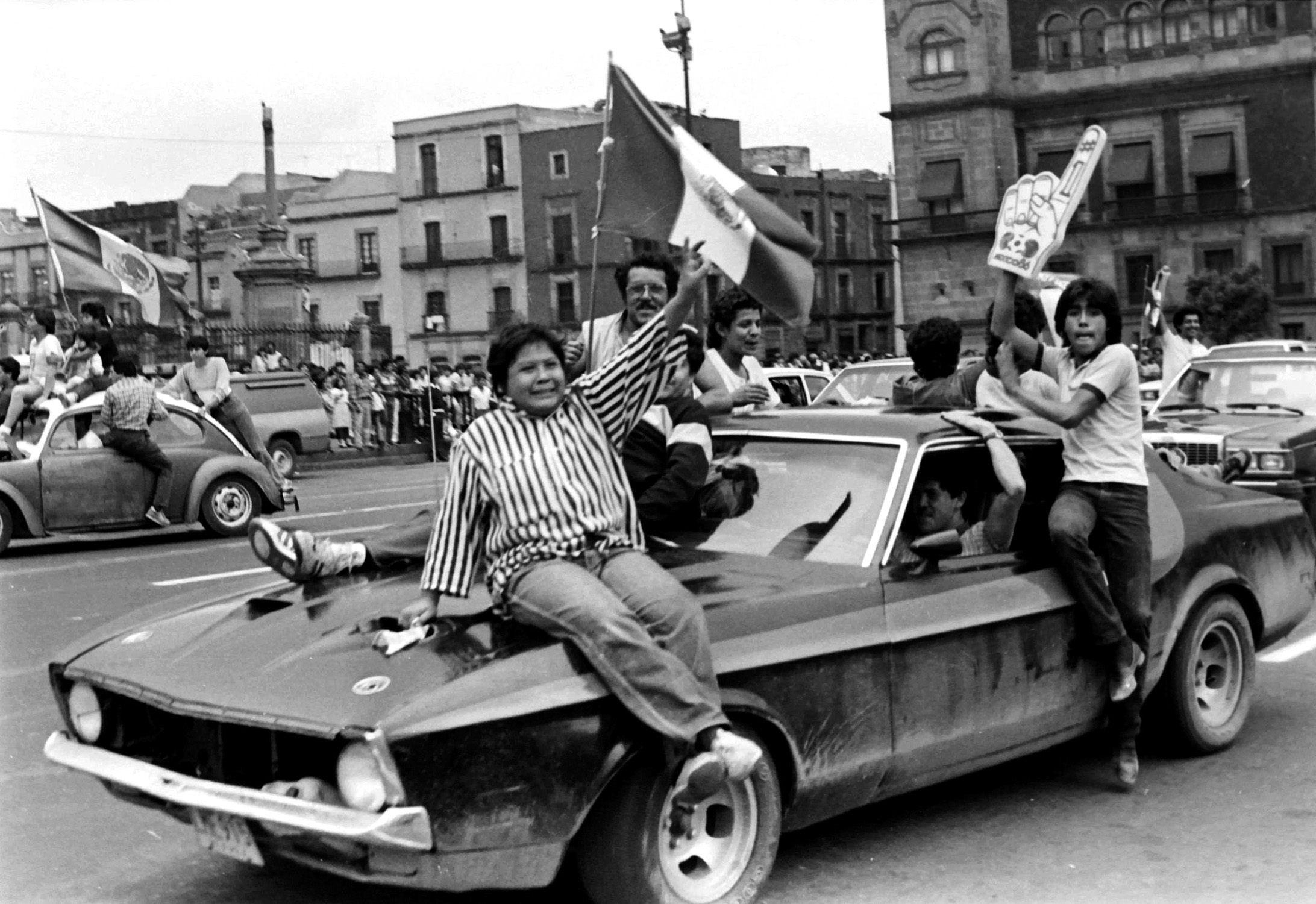
1986년 6월 7일, 소칼로 주광장에서 자축하는 멕시코 지지자들.

1차전 일정은 A조 경기로 시작되었는데, 이탈리아는 불가리아와 1-1로 비겼다. 한편, 아르헨티나는 디에고 마라도나의 맹활약에 힘입어 대한민국을 3-1로 이겼다. 이탈리아와 아르헨티나는 서로 1-1로 비겼는데, 마라도나와 알레산드로 알토벨리가 나란히 골문을 열었다. 대한민국과 불가리아 간 경기도 폭우 속에서 1-1로 비겼다. 조별 리그 최종전에서 아르헨티나는 불가리아에 2-0 완승을 거두었고, 이탈리아는 대한민국을 상대로 3-2로 신승을 거두었다.
B조에서 멕시코는 벨기에에 2-1로 승리하고 파라과이에 1-1로 무승부를 거둔 뒤 이라크를 1-0으로 꺾어 조 1위를 차지했다. 파라과이와 벨기에도 각각 이라크를 이기고 서로 비긴 뒤 16강에 진출했다.
C조에서는 당시 전성기를 구가하던 디나모 키이우 선수들을 주축으로 한 소련과 유럽 선수권 대회 우승국 프랑스가 같이 편성되었다. 양국은 서로 1-1로 비겼는데, 바실 라츠가 선제골을 넣었다. 프랑스는 캐나다에 1-0으로, 헝가리를 3-0으로 이기면서 조별 리그를 2위로 통과했다. 헝가리는 골득실차로 C조 1위를 차지한 소련과의 1차전에서 0-6으로 대패했다.
D조에서 브라질은 1차전에서 스페인을 상대해 미첼의 명백한 골을 취소한 덕에 1-0으로 이겼다. 북아일랜드는 첫 상대인 알제리와 비겼다. 이후 북아일랜드는 스페인에게 석패한 뒤 브라질에게 조별 리그 최종전에서 0-3으로 무릎을 꿇었다. 이 경기에서 조시마르가 첫 출전 경기에서 골망을 흔들었고, 팻 제닝스는 북아일랜드 국가대표팀 마지막 경기를 치렀다. 스페인도 알제리를 3-0으로 이기며 브라질과 함께 16강전에 진출했다.
덴마크는 죽음의 조로 수식된 E조를 싹쓸이하며 승률 100%를 기록했다. 덴마크는 알렉스 퍼거슨 감독의 스코틀랜드와 1차전에서 만나 1-0으로 이겼고, 우루과이를 프레벤 엘키에르의 해트트릭에 힘입어 6-1로 대파했다. 덴마크는 조별 리그 최종전에서도 우승 후보였던 서독을 상대로 예스페르 올센의 페널티 킥 선제골과 욘 에릭센의 추가골에 힘입어 2-0 완승을 거두었다. 덴마크에 패한 스코틀랜드는 서독을 상대로 고든 스트라컨의 선제골로 앞서나갔지만, 서독이 2-1로 역전승을 거두었다. 우루과이와 난투극 끝에 0-0으로 비긴 스코틀랜드는 조기에 탈락했다. 우루과이와 스코틀랜드 간 경기에서 우루과이의 호세 바티스타는 1분도 되지 않아 스트라컨에 무모한 퇴장을 당했고, 이 월드컵 역대 최단시간 퇴장 기록은 아직도 깨지지 않고 있다. 서독은 덴마크전에서 패하고도 조 2위로 16강에 진출했다.
모로코는 폴란드, 잉글랜드에 차례로 0-0 무승부를 거둔 뒤 포르투갈을 3-1로 이겨 F조를 1위로 통과했다. 그에 따라 모로코는 아프리카 최초이자 유럽과 아메리카 대륙을 제외하고 1966년의 북한 이래 처음으로 조별 리그를 통과한 나라가 되었다. 잉글랜드는 1차전에서 포르투갈에 0-1로 패하고, 모로코에 0-0으로 비겼는데, 설상가상으로 주장 브라이언 롭슨(대회 나머지 경기에 출장 못함)을 부상으로, 부주장 레이 윌킨스을 퇴장으로 잃었다.(1경기 출장 정지 징계만 받았지만, 남은 대회 기간 동안 더 출전하지 못했다) 조별 리그 최종전에서 골키퍼 피터 실턴이 주장을 맡고, 게리 리네커가 전반전에 해트트릭을 완성시켜 폴란드를 3-0으로 이겼지만, 테리 펜위크를 대회 2번째 경고로 누적으로 잃어 16강에 출전하지 못하게 되었다. 앞서 폴란드가 포르투갈을 이기면서, 포르투갈만 F조를 통과하지 못했다. 20년 만에 대회 본선에 진출한 포르투갈은 대회 중에 파업(살티요 사태)하는 초유의 사태가 발생했다. 선수들은 1차전과 2차전 사이(잉글랜드전 후 폴란드전 이전) 훈련을 거부했고, 모로코와의 최종전에서 패해 탈락했다.

### 16강전과 8강전
벨기에는 소련을 맞이해 이고리 벨라노프에게 해트트릭을 허용했지만 4-3으로 이겼다. 경기는 90분이 경과한 후 2-2로 비기고 있었고, 연장전에 스테판 드몰과 니코 클레선의 연속골로 벨기에가 4-2로 앞서나갔다. 벨라노프가 경기 시간 9분을 남겨놓고 페널티 킥으로 1골을 만회했지만, 벨라노프도 그의 동료도 소련의 동점골을 뽑지 못했다. 멕시코 시의 올림픽 대학 경기장에서 열린 유럽 선수권 우승국 프랑스가 미셸 플라티니와 야니크 스토피라의 연속골에 힘입어 전 대회 우승국 이탈리아를 2-0으로 이겼다. 1930년 대회 결승전 이후 우루과이와 재회한 아르헨티나는 42분에 페드로 파스쿠지의 결승골에 힘입어 승리했다. 이 남미 국가간 맞대결에서 디에고 마라도나의 득점이 취소되기도 했다.
케레타로에서 덴마크는 1-0으로 앞서나가는 골을 넣고도 스페인에게 1-5로 대역전패를 당했다. 덴마크는 앞서 주축 선수였던 프랑크 아르네센가 서독과의 조별 리그 최종전에서 플레이메이커 로타어 마테우스를 저지하다가 경고 누적으로 잃었다. 덴마크는 예스페르 올센의 페널티 킥 골로 앞서나갔지만, 스페인이 5골 중 4골을 기록한 에밀리오 부트라게뇨의 맹활약을 앞세워 대역전승을 거두었다. 멕시코 시의 아스테카 경기장에서는 잉글랜드가 파라과이를 3-0으로 완파하고 8강에 무난히 진출했고, 브라질도 폴란드를 4-0으로 대파했다. 서독은 모로코를 상대로 고전했는데, 바두 자키 골키퍼가 수 차례 공격을 무효화시켰다. 모로코는 87분에 로타어 마테우스의 프리킥 결승골을 헌납하며 0-1로 석패했다. 멕시코는 마누엘 네그레테의 가위차기 골에 힘입어 불가리아를 2-0으로 완파했고, 네그레테는 아스테카의 상패에 새겨졌다.
8강전에서, 프랑스는 3회 우승국 브라질을 과달라하라에서 상대했다. 브라질이 일찍이 앞서나갔는데, 카레카가 18분 만에 선제골을 기록했다. 전반전 종료 6분을 앞구고 프랑스는 도미니크 로슈토가 배급한 공을 41분에 플라티니가 접수해 승부를 원점으로 돌렸다. 브라질은 후반전에 브랑쿠가 문전에서 조엘 바츠에 걸려 넘어지면서 다시 앞서나갈 기회를 잡았다. 지쿠가 주자로 나섰지만, 바츠가 지쿠의 페널티 킥을 선방했다.
경기는 연장전으로 이어졌고, 이후 프랑스가 점차 우위를 점하기 시작했다. 추가 골이 터지지 않으면서 승부차기로 준결승 진출국이 가려졌다. 결정적인 득점 기회를 머리로 근접해서 프랑스 골키퍼에 안겼던 소크라치스는 첫 주자로 나서서 실축했다. 이후 양측 도합 6명의 주자가 골망을 흔들었고, 플라티니가 골대를 맞추었다. 브라질은 다시 점수를 원점으로 돌렸지만, 얼마 지나지 않아 다시 균형이 깨졌다. 줄리우 세자르가 주자로 나서서 골대를 강타했고, 프랑스의 마지막 주자 루이스 페르난데스가 골망을 흔들어 프랑스가 4-3으로 이겼다.
남은 8강전 3경기 중 2경기도 승부차기로 준결승 진출국이 결정되었다. 얀 쾰레만스는 35분에 스페인을 상대로 선제골을 넣었지만, 스페인의 교체 투입 선수 세뇨르가 경기 종료 5분을 남기고 동점골을 넣었다. 연장전에 추가골이 나오지 않았고, 벨기에가 승부차기에서 5-4로 이겼다. 아스테카 밖에서 첫 경기를 치른 멕시코는 서독을 상대로 프란시스코 하비에르 크루스의 골이 취소되었고, 양국은 연장전까지 0-0으로 비기고 있었다. 서독은 승부차기로 개최국을 4-1로 이겼다. 특이하게도, 서독의 하랄트 슈마허 골키퍼는 3명의 멕시코 주자를 상대로 똑같이 오른쪽으로 몸을 날려 막아내려 했고, 이 중 2번을 선방했다.
아르헨티나와 잉글랜드 간 아스테카에서 열린 8강전의 승부는 디에고 마라도나가 후반전에 극과 극의 평가를 받는 2골로 승부가 났다: 첫 골은 반칙이었는데, 그는 잉글랜드 골키퍼 피터 실턴을 넘겨 손으로 집어넣었다. 주심은 손으로 넣은 골을 보지 못했고, 그대로 인정했다. 이후, 마라도나는 그가 이 경기에서 기록한 첫 골을 "마라도나의 머리와 신의 손이 합작했다"라고 회자했다. 결국 이 골은 "신의 손" 골로 불렸다. 이어지는 추가골은 2002년에 국제 축구 연맹이 "세기의 골"로 극찬한 골이었는데, 마라도나는 경기장 반을 뛰어다니며 5명의 잉글랜드 선수들을 제치고 골망을 흔들었다. 경기 종료 20분을 앞두고, 존 반스가 교체로 투입되면서 경기 주도권이 잉글랜드 측으로 넘어갔는데, 반스는 아르헨티나 문전으로 공을 배급했다. 경기 종료 9분을 남기고 리네커가 달려가 만회골을 기록했고, 이후 6분이 지나고 또다시 득점 기회를 잡았지만 올라르티코에체아의 절묘한 선방으로 막혔다: 아르헨티나는 이 경기를 2-1로 이겼다. 아르헨티나는 이 경기를 말비나스-포클랜드 전쟁의 복수전으로 생각했다.

### 준결승전, 3위 결정전, 결승전
과달라하라에서 열린 준결승전에서 안드레아스 브레메가 서독의 1-0 선제골로 9분 만에 앞서나갔는데, 결과를 한치 앞도 내다보지 못할 분위기가 감도는 가운데 종료 2분을 남겨놓고 루디 푈러가 2-0으로 앞서나가는 추가골을 기록했고, 서독은 두 대회 연속 월드컵 결승 진출에 성공했다. 2번째 준결승전에서, 마라도나는 또다시 후반전에 2골을 기록해 아스테카에서 벨기에를 2-0으로 꺾었다. 프랑스는 벨기에와의 3위 결정전에서 4-2로 이겼다.
아스테카에서의 결승전은 남미의 아르헨티나와 유럽의 서독 간 경기가 되었는데, 이 경기장은 사상 2번 월드컵 결승전을 연 최초의 경기장이 되었다.(1970년에 첫 결승전을 열었다.) 호세 루이스 브론이 결승전 전반 중간을 지날 무렵에 선제골을 성공시켰고, 호르헤 발다노가 남미 국가의 추가골을 55분에 기록하면서, 승부의 추가 아르헨티나로 급히 쏠렸다. 소독은 이후 투지로 승부를 원점으로 돌렸다. 카를-하인츠 루메니게가 74분에 만회골을 터뜨렸고, 그로부터 6분 뒤에 루디 푈러가 동점골을 기록했다. 경기 종료 7분을 남겨놓고, 마라도나가 넘긴 공을 호르헤 부루차가가 받아 아르헨티나의 결승골을 기록했다. 아르헨티나는 안방에서 첫 우승을 거두고 8년 만에 세계 정상을 다시 밟았고, 아르헨티나의 3천만 명이 거리에서 우승을 자축했다. 마라도나는 대회 최우수 선수로 골든 볼의 주인공이 되었고, 6골을 넣은 잉글랜드의 게리 리네커가 득점왕으로 골든 부트를 받았다.

## 일정 및 결과
하술할 모든 경기 시각은 중부 표준시를 기준으로 되어 있다. (UTC-6)
| 날짜            | 시간            | 장소                       | 단계            | 국가1           | 결과              | 국가2           |
| --------------- | --------------- | -------------------------- | --------------- | --------------- | ----------------- | --------------- |
| 토요일 5월 31일 | -               | 멕시코 시(A)               | 개막식          | 개막식          | 개막식            | 개막식          |
| 토요일 5월 31일 | 조별 리그 1차전 |                            |                 |                 |                   |                 |
| 토요일 5월 31일 | 12:00           | 멕시코 시(A)               | A조             | 불가리아        | 1-1               | 이탈리아        |
| 일요일 6월 1일  | 12:00           | 과달라하라                 | D조             | 스페인          | 0-1               | 브라질          |
| 일요일 6월 1일  | 16:00           | 레온                       | C조             | 캐나다          | 0-1               | 프랑스          |
| 월요일 6월 2일  | 12:00           | 멕시코 시(OU)              | A조             | 아르헨티나      | 3-1               | 대한민국        |
| 월요일 6월 2일  | 12:00           | 이라푸아토                 | C조             | 소련            | 6-0               | 헝가리          |
| 월요일 6월 2일  | 16:00           | 산 니콜라스 데 로스 가르사 | F조             | 모로코          | 0-0               | 폴란드          |
| 화요일 6월 3일  | 12:00           | 멕시코 시(A)               | B조             | 벨기에          | 1-2               | 멕시코          |
| 화요일 6월 3일  | 12:00           | 사포판                     | D조             | 알제리          | 1-1               | 북아일랜드      |
| 화요일 6월 3일  | 16:00           | 몬테레이                   | F조             | 포르투갈        | 1-0               | 잉글랜드        |
| 수요일 6월 4일  | 12:00           | 톨루카                     | B조             | 파라과이        | 1-0               | 이라크          |
| 수요일 6월 4일  | 12:00           | 케레타로                   | E조             | 우루과이        | 1-1               | 서독            |
| 수요일 6월 4일  | 16:00           | 네사우알코요틀             | E조             | 스코틀랜드      | 0-1               | 덴마크          |
| 목요일 6월 5일  | 조별 리그 2차전 | 조별 리그 2차전            | 조별 리그 2차전 | 조별 리그 2차전 | 조별 리그 2차전   | 조별 리그 2차전 |
| 목요일 6월 5일  | 12:00           | 푸에블라                   | A조             | 이탈리아        | 1-1               | 아르헨티나      |
| 목요일 6월 5일  | 12:00           | 레온                       | C조             | 프랑스          | 1-1               | 소련            |
| 목요일 6월 5일  | 16:00           | 멕시코 시(OU)              | A조             | 대한민국        | 1-1               | 불가리아        |
| 금요일 6월 6일  | 12:00           | 이라푸아토                 | C조             | 헝가리          | 2-0               | 캐나다          |
| 금요일 6월 6일  | 12:00           | 과달라하라                 | D조             | 브라질          | 1-0               | 알제리          |
| 금요일 6월 6일  | 16:00           | 몬테레이                   | F조             | 잉글랜드        | 0-0               | 모로코          |
| 토요일 6월 7일  | 12:00           | 멕시코 시(A)               | B조             | 멕시코          | 1-1               | 파라과이        |
| 토요일 6월 7일  | 12:00           | 사포판                     | D조             | 북아일랜드      | 1-2               | 스페인          |
| 토요일 6월 7일  | 16:00           | 산 니콜라스 데 로스 가르사 | F조             | 폴란드          | 1-0               | 포르투갈        |
| 일요일 6월 8일  | 12:00           | 톨루카                     | B조             | 이라크          | 1-2               | 벨기에          |
| 일요일 6월 8일  | 12:00           | 케레타로                   | E조             | 서독            | 2-1               | 스코틀랜드      |
| 일요일 6월 8일  | 16:00           | 네사우알코요틀             | E조             | 덴마크          | 6-1               | 우루과이        |
| 월요일 6월 9일  | 조별 리그 3차전 | 조별 리그 3차전            | 조별 리그 3차전 | 조별 리그 3차전 | 조별 리그 3차전   | 조별 리그 3차전 |
| 월요일 6월 9일  | 12:00           | 레온                       | C조             | 헝가리          | 0-3               | 프랑스          |
| 월요일 6월 9일  | 12:00           | 이라푸아토                 | C조             | 소련            | 2-0               | 캐나다          |
| 화요일 6월 10일 | 12:00           | 푸에블라                   | A조             | 대한민국        | 2-3               | 이탈리아        |
| 화요일 6월 10일 | 12:00           | 멕시코 시(OU)              | A조             | 아르헨티나      | 2-0               | 불가리아        |
| 수요일 6월 11일 | 12:00           | 멕시코 시(A)               | B조             | 이라크          | 0-1               | 멕시코          |
| 수요일 6월 11일 | 12:00           | 톨루카                     | B조             | 파라과이        | 2-2               | 벨기에          |
| 수요일 6월 11일 | 16:00           | 산 니콜라스 데 로스 가르사 | F조             | 잉글랜드        | 3-0               | 폴란드          |
| 수요일 6월 11일 | 16:00           | 사포판                     | F조             | 포르투갈        | 1-3               | 모로코          |
| 목요일 6월 12일 | 12:00           | 푸에블라                   | D조             | 북아일랜드      | 0-3               | 브라질          |
| 목요일 6월 12일 | 12:00           | 몬테레이                   | D조             | 알제리          | 0-3               | 스페인          |
| 금요일 6월 13일 | 12:00           | 케레타로                   | E조             | 덴마크          | 2-0               | 서독            |
| 금요일 6월 13일 | 12:00           | 네사우알코요틀             | E조             | 스코틀랜드      | 0-0               | 우루과이        |
| 토요일 6월 14일 | 경기 없음       | 경기 없음                  | 경기 없음       | 경기 없음       | 경기 없음         | 경기 없음       |
| 일요일 6월 15일 | 결선 토너먼트   | 결선 토너먼트              | 결선 토너먼트   | 결선 토너먼트   | 결선 토너먼트     | 결선 토너먼트   |
| 일요일 6월 15일 | 12:00           | 멕시코 시 (A)              | 16강전          | 멕시코          | 2-0               | 불가리아        |
| 일요일 6월 15일 | 16:00           | 레온                       | 16강전          | 소련            | 3-4 (연)          | 벨기에          |
| 월요일 6월 16일 | 12:00           | 과달라하라                 | 16강전          | 브라질          | 4-0               | 폴란드          |
| 월요일 6월 16일 | 16:00           | 콰우테모크                 | 16강전          | 아르헨티나      | 1-0               | 우루과이        |
| 화요일 6월 17일 | 12:00           | 멕시코 시(OU)              | 16강전          | 이탈리아        | 0-2               | 프랑스          |
| 화요일 6월 17일 | 16:00           | 산 니콜라스 데 로스 가르사 | 16강전          | 모로코          | 0-1               | 서독            |
| 수요일 6월 18일 | 12:00           | 멕시코 시(A)               | 16강전          | 잉글랜드        | 3-0               | 파라과이        |
| 수요일 6월 18일 | 16:00           | 케레타로                   | 16강전          | 덴마크          | 1-5               | 스페인          |
| 목요일 6월 19일 | 경기 없음       | 경기 없음                  | 경기 없음       | 경기 없음       | 경기 없음         | 경기 없음       |
| 금요일 6월 20일 | 경기 없음       | 경기 없음                  | 경기 없음       | 경기 없음       | 경기 없음         | 경기 없음       |
| 토요일 6월 21일 | 12:00           | 과달라하라                 | 8강전           | 브라질          | 1-1 (연) (3-4 승) | 프랑스          |
| 토요일 6월 21일 | 16:00           | 산 니콜라스 데 로스 가르사 | 8강전           | 서독            | 0-0 (연) (4-1 승) | 멕시코          |
| 일요일 6월 22일 | 12:00           | 멕시코 시(A)               | 8강전           | 아르헨티나      | 2-1               | 잉글랜드        |
| 일요일 6월 22일 | 16:00           | 푸에블라                   | 8강전           | 스페인          | 1-1 (연) (4-5 승) | 벨기에          |
| 월요일 6월 23일 | 경기 없음       | 경기 없음                  | 경기 없음       | 경기 없음       | 경기 없음         | 경기 없음       |
| 화요일 6월 24일 | 경기 없음       | 경기 없음                  | 경기 없음       | 경기 없음       | 경기 없음         | 경기 없음       |
| 수요일 6월 25일 | 12:00           | 과달라하라                 | 준결승전        | 프랑스          | 0-2               | 서독            |
| 수요일 6월 25일 | 16:00           | 멕시코 시(A)               | 준결승전        | 아르헨티나      | 2-0               | 벨기에          |
| 목요일 6월 26일 | 경기 없음       | 경기 없음                  | 경기 없음       | 경기 없음       | 경기 없음         | 경기 없음       |
| 금요일 6월 27일 | 경기 없음       | 경기 없음                  | 경기 없음       | 경기 없음       | 경기 없음         | 경기 없음       |
| 토요일 6월 28일 | 12:00           | 푸에블라                   | 3위 결정전      | 벨기에          | 2-4 (연)          | 프랑스          |
| 일요일 6월 29일 | 12:00           | 멕시코 시(A)               | 결승전          | 아르헨티나      | 3-2               | 서독            |

## 조별 리그
| 조별 리그 범례 | 조별 리그 범례                                                      |
| -------------- | ------------------------------------------------------------------- |
|                | 조 1위, 2위, 그리고 성적이 가장 좋은 3위 4개국이 16강전에 진출한다. |
|                | 조별 리그 탈락.                                                     |

### A조
| 순위 | 팀         | 경기 | 승 | 무 | 패 | 득 | 실 | 차 | 승점 | 통과               |
| ---- | ---------- | ---- | -- | -- | -- | -- | -- | -- | ---- | ------------------ |
| 1    | 아르헨티나 | 3    | 2  | 1  | 0  | 6  | 2  | +4 | 5    | 결선 토너먼트 진출 |
| 2    | 이탈리아   | 3    | 1  | 2  | 0  | 5  | 4  | +1 | 4    | 결선 토너먼트 진출 |
| 3    | 불가리아   | 3    | 0  | 2  | 1  | 2  | 4  | −2 | 2    | 결선 토너먼트 진출 |
| 4    | 대한민국   | 3    | 0  | 1  | 2  | 4  | 7  | −3 | 1    |                    |

| 1986년 5월 31일 |     |            |                                      |
| 불가리아        | 1-1 | 이탈리아   | 멕시코 시, 아스테카                  |
| 1986년 6월 2일  |     |            |                                      |
| 아르헨티나      | 3-1 | 대한민국   | 멕시코 시, 올림피코 우니베르시타리오 |
| 1986년 6월 5일  |     |            |                                      |
| 이탈리아        | 1-1 | 아르헨티나 | 푸에블라, 콰우테모크                 |
| 대한민국        | 1-1 | 불가리아   | 멕시코 시, 올림피코 우니베르시타리오 |
| 1986년 6월 10일 |     |            |                                      |
| 대한민국        | 2-3 | 이탈리아   | 푸에블라, 콰우테모크                 |
| 아르헨티나      | 2-0 | 불가리아   | 멕시코 시, 올림피코 우니베르시타리오 |

### B조

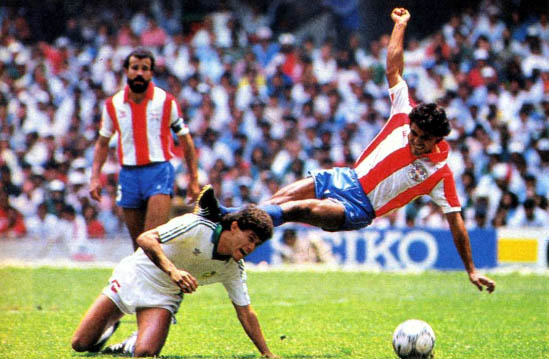
멕시코와 파라과이 간 경기에서 공을 놓고 경합하는 크루스와 카바냐스

| 순위 | 팀         | 경기 | 승 | 무 | 패 | 득 | 실 | 차 | 승점 | 통과               |
| ---- | ---------- | ---- | -- | -- | -- | -- | -- | -- | ---- | ------------------ |
| 1    | 멕시코 (H) | 3    | 2  | 1  | 0  | 4  | 2  | +2 | 5    | 결선 토너먼트 진출 |
| 2    | 파라과이   | 3    | 1  | 2  | 0  | 4  | 3  | +1 | 4    | 결선 토너먼트 진출 |
| 3    | 벨기에     | 3    | 1  | 1  | 1  | 5  | 5  | 0  | 3    | 결선 토너먼트 진출 |
| 4    | 이라크     | 3    | 0  | 0  | 3  | 1  | 4  | −3 | 0    |                    |

| 1986년 6월 3일  |     |          |                         |
| 벨기에          | 1-2 | 멕시코   | 멕시코 시, 아스테카     |
| 1986년 6월 4일  |     |          |                         |
| 파라과이        | 1-0 | 이라크   | 톨루카, 네메시오 디에스 |
| 1986년 6월 7일  |     |          |                         |
| 멕시코          | 1-1 | 파라과이 | 멕시코 시, 아스테카     |
| 1986년 6월 8일  |     |          |                         |
| 이라크          | 1-2 | 벨기에   | 톨루카, 네메시오 디에스 |
| 1986년 6월 11일 |     |          |                         |
| 이라크          | 0-1 | 멕시코   | 멕시코 시, 아스테카     |
| 파라과이        | 2-2 | 벨기에   | 톨루카, 네메시오 디에스 |

### C조

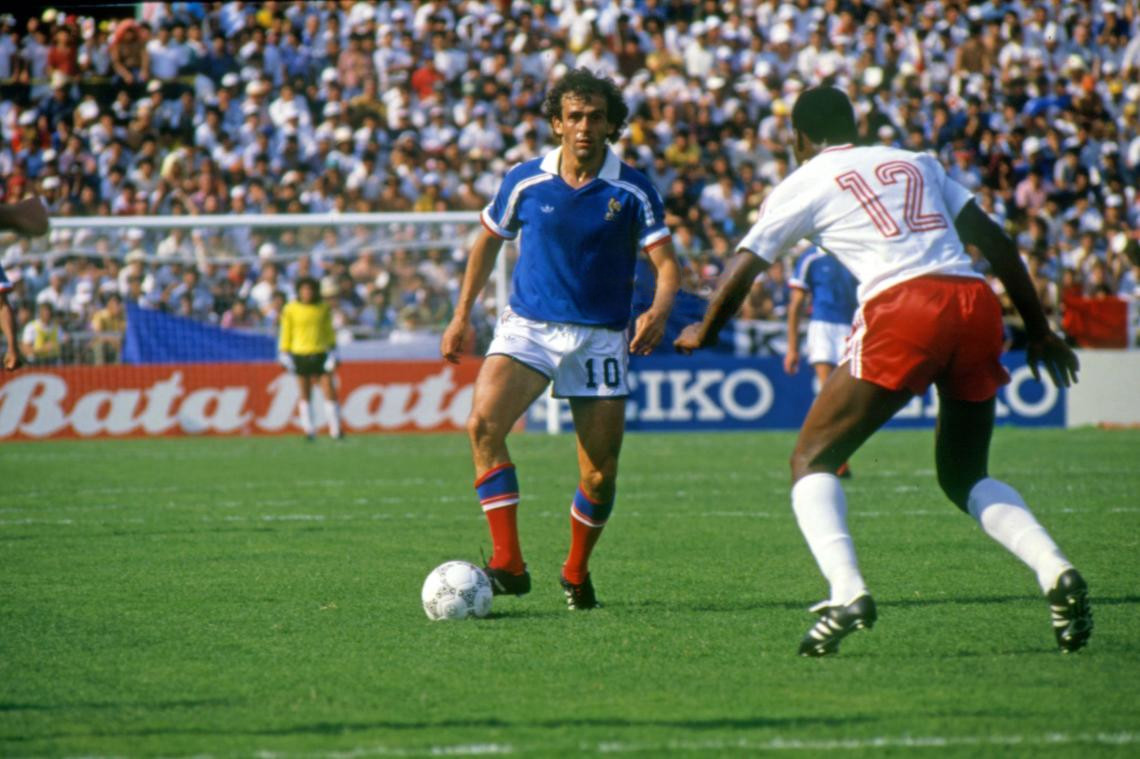
프랑스와 캐나다 간 경기에서 공을 모는 플라티니

| 순위 | 팀     | 경기 | 승 | 무 | 패 | 득 | 실 | 차 | 승점 | 통과               |
| ---- | ------ | ---- | -- | -- | -- | -- | -- | -- | ---- | ------------------ |
| 1    | 소련   | 3    | 2  | 1  | 0  | 9  | 1  | +8 | 5    | 결선 토너먼트 진출 |
| 2    | 프랑스 | 3    | 2  | 1  | 0  | 5  | 1  | +4 | 5    | 결선 토너먼트 진출 |
| 3    | 헝가리 | 3    | 1  | 0  | 2  | 2  | 9  | −7 | 2    |                    |
| 4    | 캐나다 | 3    | 0  | 0  | 3  | 0  | 5  | −5 | 0    |                    |

| 1986년 6월 1일 |     |        |                                  |
| 캐나다         | 0-1 | 프랑스 | 레온, 노우 캄프                  |
| 1986년 6월 2일 |     |        |                                  |
| 소련           | 6-0 | 헝가리 | 이라푸아토, 세르히오 레온 차베스 |
| 1986년 6월 5일 |     |        |                                  |
| 프랑스         | 1-1 | 소련   | 레온, 노우 캄프                  |
| 1986년 6월 6일 |     |        |                                  |
| 헝가리         | 2-0 | 캐나다 | 이라푸아토, 세르히오 레온 차베스 |
| 1986년 6월 9일 |     |        |                                  |
| 헝가리         | 0-3 | 프랑스 | 레온, 노우 캄프                  |
| 소련           | 2-0 | 캐나다 | 이라푸아토, 세르히오 레온 차베스 |

### D조
| 순위 | 팀         | 경기 | 승 | 무 | 패 | 득 | 실 | 차 | 승점 | 통과               |
| ---- | ---------- | ---- | -- | -- | -- | -- | -- | -- | ---- | ------------------ |
| 1    | 브라질     | 3    | 3  | 0  | 0  | 5  | 0  | +5 | 6    | 결선 토너먼트 진출 |
| 2    | 스페인     | 3    | 2  | 0  | 1  | 5  | 2  | +3 | 4    | 결선 토너먼트 진출 |
| 3    | 북아일랜드 | 3    | 0  | 1  | 2  | 2  | 6  | −4 | 1    |                    |
| 4    | 알제리     | 3    | 0  | 1  | 2  | 1  | 5  | −4 | 1    |                    |

| 1986년 6월 1일  |     |            |                          |
| 스페인          | 0-1 | 브라질     | 과달라하라, 할리스코     |
| 1986년 6월 3일  |     |            |                          |
| 알제리          | 1-1 | 북아일랜드 | 사포판, 트레스 데 마르소 |
| 1986년 6월 6일  |     |            |                          |
| 브라질          | 1-0 | 알제리     | 과달라하라, 할리스코     |
| 1986년 6월 7일  |     |            |                          |
| 북아일랜드      | 1-2 | 스페인     | 사포판, 트레스 데 마르소 |
| 1986년 6월 12일 |     |            |                          |
| 북아일랜드      | 0-3 | 브라질     | 과달라하라, 할리스코     |
| 알제리          | 0-3 | 스페인     | 몬테레이, 테크놀로히코   |

### E조

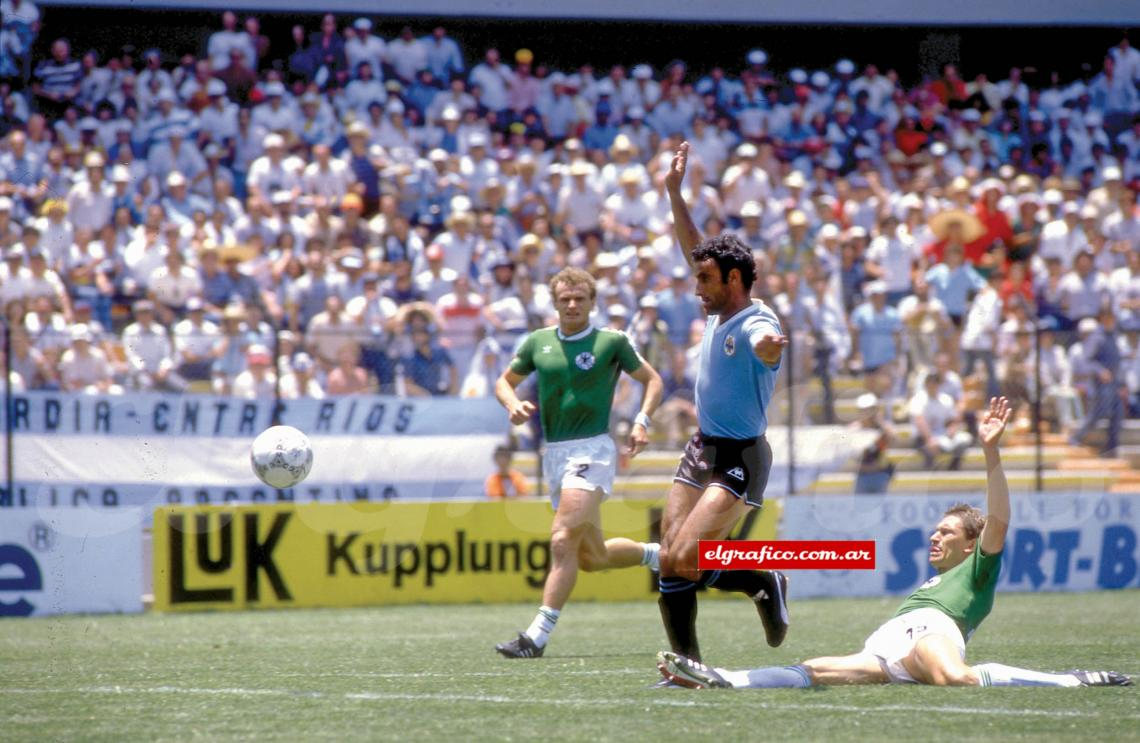
서독을 상대로 득점하는 우루과이의 안토니오 알사멘디

| 순위 | 팀         | 경기 | 승 | 무 | 패 | 득 | 실 | 차 | 승점 | 통과               |
| ---- | ---------- | ---- | -- | -- | -- | -- | -- | -- | ---- | ------------------ |
| 1    | 덴마크     | 3    | 3  | 0  | 0  | 9  | 1  | +8 | 6    | 결선 토너먼트 진출 |
| 2    | 서독       | 3    | 1  | 1  | 1  | 3  | 4  | −1 | 3    | 결선 토너먼트 진출 |
| 3    | 우루과이   | 3    | 0  | 2  | 1  | 2  | 7  | −5 | 2    | 결선 토너먼트 진출 |
| 4    | 스코틀랜드 | 3    | 0  | 1  | 2  | 1  | 3  | −2 | 1    |                    |

| 1986년 6월 4일  |     |            |                         |
| 우루과이        | 1-1 | 서독       | 케레타로, 코레히도라    |
| 스코틀랜드      | 0-1 | 덴마크     | 네사우알코요틀, 네사 86 |
| 1986년 6월 8일  |     |            |                         |
| 서독            | 2-1 | 스코틀랜드 | 케레타로, 코레히도라    |
| 덴마크          | 6-1 | 우루과이   | 네사우알코요틀, 네사 86 |
| 1986년 6월 13일 |     |            |                         |
| 덴마크          | 2-0 | 서독       | 레온, 노우 캄프         |
| 스코틀랜드      | 0-0 | 우루과이   | 네사우알코요틀, 네사 86 |

### F조
| 순위 | 팀       | 경기 | 승 | 무 | 패 | 득 | 실 | 차 | 승점 | 통과               |
| ---- | -------- | ---- | -- | -- | -- | -- | -- | -- | ---- | ------------------ |
| 1    | 모로코   | 3    | 1  | 2  | 0  | 3  | 1  | +2 | 4    | 결선 토너먼트 진출 |
| 2    | 잉글랜드 | 3    | 1  | 1  | 1  | 3  | 1  | +2 | 3    | 결선 토너먼트 진출 |
| 3    | 폴란드   | 3    | 1  | 1  | 1  | 1  | 3  | −2 | 3    | 결선 토너먼트 진출 |
| 4    | 포르투갈 | 3    | 1  | 0  | 2  | 2  | 4  | −2 | 2    |                    |

| 1986년 6월 2일  |     |          |                                              |
| 모로코          | 0-0 | 폴란드   | 산 니콜라스 데 로스 가르사, 우니베르시타리오 |
| 1986년 6월 3일  |     |          |                                              |
| 포르투갈        | 1-0 | 잉글랜드 | 몬테레이, 테크놀로히코                       |
| 1986년 6월 6일  |     |          |                                              |
| 잉글랜드        | 0-0 | 모로코   | 몬테레이, 테크놀로히코                       |
| 1986년 6월 7일  |     |          |                                              |
| 폴란드          | 1-0 | 포르투갈 | 산 니콜라스 데 로스 가르사, 우니베르시타리오 |
| 1986년 6월 11일 |     |          |                                              |
| 잉글랜드        | 3-0 | 폴란드   | 산 니콜라스 데 로스 가르사, 우니베르시타리오 |
| 포르투갈        | 1-3 | 모로코   | 사포판, 트레스 데 마르소                     |

### 각 조 3위 국가들 간 순위
| 순위 | 조 | 팀         | 경기 | 승 | 무 | 패 | 득 | 실 | 차 | 승점 | 통과               |
| ---- | -- | ---------- | ---- | -- | -- | -- | -- | -- | -- | ---- | ------------------ |
| 1    | B  | 벨기에     | 3    | 1  | 1  | 1  | 5  | 5  | 0  | 3    | 결선 토너먼트 진출 |
| 2    | F  | 폴란드     | 3    | 1  | 1  | 1  | 1  | 3  | −2 | 3    | 결선 토너먼트 진출 |
| 3    | A  | 불가리아   | 3    | 0  | 2  | 1  | 2  | 4  | −2 | 2    | 결선 토너먼트 진출 |
| 4    | E  | 우루과이   | 3    | 0  | 2  | 1  | 2  | 7  | −5 | 2    | 결선 토너먼트 진출 |
| 5    | C  | 헝가리     | 3    | 1  | 0  | 2  | 2  | 9  | −7 | 2    |                    |
| 6    | D  | 북아일랜드 | 3    | 0  | 1  | 2  | 2  | 6  | −4 | 1    |                    |

## 결선 토너먼트
|  | 16강전                            | 16강전                            |                                   |       | 8강전       | 8강전      |                     |                     | 준결승전 | 준결승전 |  |  | 결승전 | 결승전 |
|  |                                   |                                   |                                   |       |             |            |                     |                     |          |          |  |  |        |        |
|  | 6월 16일 - 푸에블라               |                                   |                                   |       |             |            |                     |                     |          |          |  |  |        |        |
|  |                                   |                                   |                                   |       |             |            |                     |                     |          |          |  |  |        |        |
|  | 아르헨티나                        | 1                                 |                                   |       |             |            |                     |                     |          |          |  |  |        |        |
|  | 아르헨티나                        | 1                                 | 6월 22일 - 멕시코 시 (아스테카)   |       |             |            |                     |                     |          |          |  |  |        |        |
|  | 우루과이                          | 0                                 |                                   |       |             |            |                     |                     |          |          |  |  |        |        |
|  | 우루과이                          | 0                                 | 아르헨티나                        | 2     |             |            |                     |                     |          |          |  |  |        |        |
|  | 6월 18일 - 멕시코 시 (아스테카)   |                                   | 아르헨티나                        | 2     |             |            |                     |                     |          |          |  |  |        |        |
|  |                                   | 잉글랜드                          | 1                                 |       |             |            |                     |                     |          |          |  |  |        |        |
|  | 잉글랜드                          | 잉글랜드                          | 1                                 | 3     |             |            |                     |                     |          |          |  |  |        |        |
|  | 잉글랜드                          |                                   | 6월 25일 - 멕시코 시 (아스테카)   | 3     |             |            |                     |                     |          |          |  |  |        |        |
|  | 파라과이                          | 0                                 |                                   |       |             |            |                     |                     |          |          |  |  |        |        |
|  | 파라과이                          | 0                                 | 아르헨티나                        | 2     |             |            |                     |                     |          |          |  |  |        |        |
|  | 6월 18일 - 케레타로               |                                   | 아르헨티나                        | 2     |             |            |                     |                     |          |          |  |  |        |        |
|  |                                   | 벨기에                            | 0                                 |       |             |            |                     |                     |          |          |  |  |        |        |
|  | 덴마크                            | 벨기에                            | 0                                 | 1     |             |            |                     |                     |          |          |  |  |        |        |
|  | 덴마크                            | 6월 22일 - 푸에블라               |                                   | 1     |             |            |                     |                     |          |          |  |  |        |        |
|  | 스페인                            | 5                                 |                                   |       |             |            |                     |                     |          |          |  |  |        |        |
|  | 스페인                            | 5                                 | 스페인                            | 1 (4) |             |            |                     |                     |          |          |  |  |        |        |
|  | 6월 15일 - 레온                   |                                   | 스페인                            | 1 (4) |             |            |                     |                     |          |          |  |  |        |        |
|  |                                   | 벨기에 (승)                       | 1 (5)                             |       |             |            |                     |                     |          |          |  |  |        |        |
|  | 소련                              | 벨기에 (승)                       | 1 (5)                             | 3     |             |            |                     |                     |          |          |  |  |        |        |
|  | 소련                              |                                   | 6월 29일 - 멕시코 시 (아스테카)   | 3     |             |            |                     |                     |          |          |  |  |        |        |
|  | 벨기에 (연)                       | 4                                 |                                   |       |             |            |                     |                     |          |          |  |  |        |        |
|  | 벨기에 (연)                       | 4                                 | 아르헨티나                        | 3     |             |            |                     |                     |          |          |  |  |        |        |
|  | 6월 16일 - 과달라하라             |                                   | 아르헨티나                        | 3     |             |            |                     |                     |          |          |  |  |        |        |
|  |                                   | 서독                              | 2                                 |       |             |            |                     |                     |          |          |  |  |        |        |
|  | 브라질                            | 서독                              | 2                                 | 4     |             |            |                     |                     |          |          |  |  |        |        |
|  | 브라질                            | 6월 21일 - 과달라하라             |                                   | 4     |             |            |                     |                     |          |          |  |  |        |        |
|  | 폴란드                            | 0                                 |                                   |       |             |            |                     |                     |          |          |  |  |        |        |
|  | 폴란드                            | 0                                 | 브라질                            | 1 (3) |             |            |                     |                     |          |          |  |  |        |        |
|  | 6월 17일 - 멕시코 시 (올림피코)   |                                   | 브라질                            | 1 (3) |             |            |                     |                     |          |          |  |  |        |        |
|  |                                   | 프랑스 (승)                       | 1 (4)                             |       |             |            |                     |                     |          |          |  |  |        |        |
|  | 프랑스                            | 프랑스 (승)                       | 1 (4)                             | 2     |             |            |                     |                     |          |          |  |  |        |        |
|  | 프랑스                            |                                   | 6월 25일 - 과달라하라             | 2     |             |            |                     |                     |          |          |  |  |        |        |
|  | 이탈리아                          | 0                                 |                                   |       |             |            |                     |                     |          |          |  |  |        |        |
|  | 이탈리아                          | 0                                 | 프랑스                            | 0     |             |            |                     |                     |          |          |  |  |        |        |
|  | 6월 17일 - 산니콜라스데로스가르사 |                                   | 프랑스                            | 0     |             |            |                     |                     |          |          |  |  |        |        |
|  |                                   | 서독                              | 2                                 |       | 3위 결정전  | 3위 결정전 |                     |                     |          |          |  |  |        |        |
|  | 모로코                            | 서독                              | 2                                 | 0     | 3위 결정전  | 3위 결정전 |                     |                     |          |          |  |  |        |        |
|  | 모로코                            | 6월 21일 - 산니콜라스데로스가르사 | 6월 21일 - 산니콜라스데로스가르사 | 0     |             |            | 6월 28일 - 푸에블라 | 6월 28일 - 푸에블라 |          |          |  |  |        |        |
|  | 서독                              | 6월 21일 - 산니콜라스데로스가르사 | 6월 21일 - 산니콜라스데로스가르사 | 1     |             |            | 6월 28일 - 푸에블라 | 6월 28일 - 푸에블라 |          |          |  |  |        |        |
|  | 서독                              | 서독 (승)                         | 0 (4)                             | 1     | 프랑스 (연) | 4          |                     |                     |          |          |  |  |        |        |
|  | 6월 15일 - 멕시코 시 (아스테카)   | 서독 (승)                         | 0 (4)                             |       | 프랑스 (연) | 4          |                     |                     |          |          |  |  |        |        |
|  |                                   | 멕시코                            | 0 (1)                             |       | 벨기에      | 2          |                     |                     |          |          |  |  |        |        |
|  | 멕시코                            | 멕시코                            | 0 (1)                             | 2     | 벨기에      | 2          |                     |                     |          |          |  |  |        |        |
|  | 멕시코                            |                                   |                                   | 2     |             |            |                     |                     |          |          |  |  |        |        |
|  | 불가리아                          | 0                                 |                                   |       |             |            |                     |                     |          |          |  |  |        |        |
|  | 불가리아                          | 0                                 |                                   |       |             |            |                     |                     |          |          |  |  |        |        |

### 16강전
| 멕시코                    | 2–0    | 불가리아 |
| ------------------------- | ------ | -------- |
| 네그레테 34′ · 세르빈 61′ | 리포트 |          |

| 소련                             | 3–4 (연장전) | 벨기에                                            |
| -------------------------------- | ------------ | ------------------------------------------------- |
| 벨라노프 27′, 70′, 111′ (페널티) | 리포트       | 시포 56′ · 쾰레만스 77′ · 드몰 102′ · 클레선 110′ |

| 브라질                                                                    | 4–0    | 폴란드 |
| ------------------------------------------------------------------------- | ------ | ------ |
| 소크라치스 30′ (페널티) · 조시마르 55′ · 에지뉴 79′ · 카레카 83′ (페널티) | 리포트 |        |

| 아르헨티나   | 1–0    | 우루과이 |
| ------------ | ------ | -------- |
| 파스쿠지 42′ | 리포트 |          |

| 이탈리아 | 0–2    | 프랑스                      |
| -------- | ------ | --------------------------- |
|          | 리포트 | 플라티니 15′ · 스토피라 57′ |

| 모로코 | 0–1    | 서독         |
| ------ | ------ | ------------ |
|        | 리포트 | 마테우스 87′ |

| 잉글랜드                       | 3–0    | 파라과이 |
| ------------------------------ | ------ | -------- |
| 리네커 31′, 73′ · 비어슬리 56′ | 리포트 |          |

| 덴마크               | 1–5    | 스페인                                                             |
| -------------------- | ------ | ------------------------------------------------------------------ |
| J. 올센 33′ (페널티) | 리포트 | 부트라게뇨 43′, 56′, 80′, 88′ (페널티) · 고이코에체아 68′ (페널티) |

### 8강전
| 브라질                                              | 1–1 (연장전) | 프랑스                                             |
| --------------------------------------------------- | ------------ | -------------------------------------------------- |
| 카레카 17′                                          | 리포트       | 플라티니 40′                                       |
| 승부차기                                            |              |                                                    |
| 소크라치스 · 알레망 · 지쿠 · 브랑쿠 · 줄리우 세자르 | 3–4          | 스토피라 · 아모로스 · 베욘 · 플라티니 · 페르난데스 |

| 서독                                      | 0–0 (연장전) | 멕시코                       |
| ----------------------------------------- | ------------ | ---------------------------- |
|                                           | 리포트       |                              |
| 승부차기                                  |              |                              |
| 알로프스 · 브레메 · 마테우스 · 리트바스키 | 4–1          | 네그레테 · 키라르테 · 세르빈 |

| 아르헨티나        | 2–1    | 잉글랜드   |
| ----------------- | ------ | ---------- |
| 마라도나 51′, 55′ | 리포트 | 리네커 81′ |

| 스페인                                       | 1–1 (연장전) | 벨기에                                                  |
| -------------------------------------------- | ------------ | ------------------------------------------------------- |
| 세뇨르 85′                                   | 리포트       | 쾰레만스 35′                                            |
| 승부차기                                     |              |                                                         |
| 세뇨르 · 엘로이 · 첸도 · 부트라게뇨 · 빅토르 | 4–5          | 클레선 · 시포 · 브로스 · 페르포르트 · L. 판 데르 엘스트 |

### 준결승전
| 프랑스 | 0–2    | 서독                 |
| ------ | ------ | -------------------- |
|        | 리포트 | 브레메 9′ · 푈러 90′ |

| 아르헨티나        | 2–0    | 벨기에 |
| ----------------- | ------ | ------ |
| 마라도나 51′, 63′ | 리포트 |        |

### 3위 결정전
| 벨기에                    | 2–4 (연장전) | 프랑스                                                       |
| ------------------------- | ------------ | ------------------------------------------------------------ |
| 쾰레만스 11′ · 클레선 73′ | 리포트       | 페레리 27′ · 파팽 43′ · 장기니 104′ · 아모로스 111′ (페널티) |

### 결승전
| 아르헨티나                           | 3–2    | 서독                    |
| ------------------------------------ | ------ | ----------------------- |
| 브론 23′ · 발다노 56′ · 부루차가 84′ | 리포트 | 루메니게 74′ · 푈러 81′ |

## 우승국
| 1986년 FIFA 월드컵    |
| --------------------- |
| 아르헨티나 2번째 우승 |

## 수상
출처:
| 골든 부트   | 최우수 신인 선수 | 페어플레이상 |
| ----------- | ---------------- | ------------ |
| 게리 리네커 | 엔초 시포        | 브라질       |

| 골든볼 | 골든볼              | 골든볼 |
| 순위   | 선수                | 점수   |
| ------ | ------------------- | ------ |
| 1      | 디에고 마라도나     | 1282   |
| 2      | 토니 슈마허         | 344    |
| 3      | 프레벤 엘키에르     | 236    |
| 4      | 장마리 파프         | 224    |
| 4      | 미셸 플라티니       | 224    |
| 6      | 게리 리네커         | 200    |
| 7      | 마뉘엘 아모로스     | 168    |
| 8      | 에밀리오 부트라게뇨 | 156    |
| 9      | 장 티가나           | 124    |
| 10     | 줄리우 세자르       | 110    |

## 득점 집계
게리 리네커는 6골을 득점해 골든 부트를 차지했다. 이 대회에서 82명의 선수가 총 132골을 기록했고, 이 중 자책골은 2골이었다.
| 6골 - 게리 리네커 5골 - 카레카 - 에밀리오 부트라게뇨 - 디에고 마라도나 4골 - 프레벤 엘키에르 - 이고리 벨라노프 - 호르헤 발다노 - 알레산드로 알토벨리 3골 - 예스페르 올센 - 얀 쾰레만스 - 니코 클레선 - 루디 푈러 2골 - 페르난도 키라르테 - 압데라자크 카이리 - 엔초 시포 - 소크라치스 - 조시마르 - 클라우스 알로프스 - 라몬 칼데레 - 호르헤 부르차가 - 훌리오 세사르 로메로 - 야니크 스토피라 - 장-피에르 파팽 - 미셸 플라티니 | 1골 - 김종부 - 박창선 - 최순호 - 허정무 - 미카엘 라우드루프 - 쇠렌 레르뷔 - 욘 에릭센 - 마누엘 네그레테 - 우고 산체스 - 라울 세르빈 - 루이스 플로레스 - 메리 크리마우 - 스테판 드몰 - 프랑키 베르코테랑 - 다니엘 베이트 - 에르빈 판던베르흐 - 컬린 클라크 - 노먼 화이트사이드 - 플라멘 게토프 - 나스코 시라코프 - 에지뉴 - 카를-하인츠 루메니게 - 로타어 마테우스 - 안드레아스 브레메 - 바실리 라츠 - 세르게이 로디오노프 - 올레흐 블로힌 - 세르게이 알레이니코프 - 이반 야렘추크 | 1골(계속) - 파벨 야코벤코 - 알렉산드르 자바로프 - 고든 스트라컨 - 안도니 고이코에체아 - 훌리오 살리나스 - 엘로이 - 오스카르 루헤리 - 호세 루이스 브론 - 페드로 파스쿠지 - 자멜 지단 - 안토니오 알사멘디 - 엔초 프란체스콜리 - 아메드 라디 - 피터 비어슬리 - 디아만티누 - 카를루스 마누엘 - 도미니크 로슈토 - 마뉘엘 아모로스 - 베르나르 장기니 - 장 티가나 - 장-마르크 페레리 - 루이스 페르난데스 - 데타리 러요시 - 에스테르하지 마르톤 - 브워지미에시 스몰라레크 자책골 - 조광래 (이탈리아전) - 더이커 라슬로 (소련전) |

## 퇴장 기록
이 대회에서 다음 8명이 레드카드를 받아 퇴장당했다:
- 프랑크 아르네센[24]
- 하비에르 아기레[25]
- 토마스 베어톨트[25]
- 호세 바티스타[26]
- 미겔 보시오[27]
- 바실 고르지스[28]
- 레이 윌킨스[29]
- 마이크 스위니[30]

## 최종 순위
1986년, 국제 축구 연맹은 1986년까지의 역대 월드컵 대회의 국가별 최종 순위를 포함한 보고서를 발표했는데, 최종 순위는 대회에서 기록한 결과와 상대 전적에 따라 순위가 책정되었다. 다음은 1986년 대회에 참가한 국가들의 최종 순위이다:
| 순             | 국가       | 조 | 전 | 승 | 무 | 패 | 득 | 실 | 차 | 점 |
| -------------- | ---------- | -- | -- | -- | -- | -- | -- | -- | -- | -- |
| 1              | 아르헨티나 | A  | 7  | 6  | 1  | 0  | 14 | 5  | +9 | 13 |
| 2              | 서독       | E  | 7  | 3  | 2  | 2  | 8  | 7  | +1 | 8  |
| 3              | 프랑스     | C  | 7  | 4  | 2  | 1  | 12 | 6  | +6 | 10 |
| 4              | 벨기에     | B  | 7  | 2  | 2  | 3  | 12 | 15 | −3 | 6  |
| 8강 진출       |            |    |    |    |    |    |    |    |    |    |
| 5              | 브라질     | D  | 5  | 4  | 1  | 0  | 10 | 1  | +9 | 9  |
| 6              | 멕시코     | B  | 5  | 3  | 2  | 0  | 6  | 2  | +4 | 8  |
| 7              | 스페인     | D  | 5  | 3  | 1  | 1  | 11 | 4  | +7 | 7  |
| 8              | 잉글랜드   | F  | 5  | 2  | 1  | 2  | 7  | 3  | +4 | 5  |
| 16강 진출      |            |    |    |    |    |    |    |    |    |    |
| 9              | 덴마크     | E  | 4  | 3  | 0  | 1  | 10 | 6  | +4 | 6  |
| 10             | 소련       | C  | 4  | 2  | 1  | 1  | 12 | 5  | +7 | 5  |
| 11             | 모로코     | F  | 4  | 1  | 2  | 1  | 3  | 2  | +1 | 4  |
| 12             | 이탈리아   | A  | 4  | 1  | 2  | 1  | 5  | 6  | −1 | 4  |
| 13             | 파라과이   | B  | 4  | 1  | 2  | 1  | 4  | 6  | −2 | 4  |
| 14             | 폴란드     | F  | 4  | 1  | 1  | 2  | 1  | 7  | −6 | 3  |
| 15             | 불가리아   | A  | 4  | 0  | 2  | 2  | 2  | 6  | −4 | 2  |
| 16             | 우루과이   | E  | 4  | 0  | 2  | 2  | 2  | 8  | −6 | 2  |
| 조별 리그 탈락 |            |    |    |    |    |    |    |    |    |    |
| 17             | 포르투갈   | F  | 3  | 1  | 0  | 2  | 2  | 4  | −2 | 2  |
| 18             | 헝가리     | C  | 3  | 1  | 0  | 2  | 2  | 9  | −7 | 2  |
| 19             | 스코틀랜드 | E  | 3  | 0  | 1  | 2  | 1  | 3  | −2 | 1  |
| 20             | 대한민국   | A  | 3  | 0  | 1  | 2  | 4  | 7  | −3 | 1  |
| 21             | 북아일랜드 | D  | 3  | 0  | 1  | 2  | 2  | 6  | −4 | 1  |
| 22             | 알제리     | D  | 3  | 0  | 1  | 2  | 1  | 5  | −4 | 1  |
| 23             | 이라크     | B  | 3  | 0  | 0  | 3  | 1  | 4  | −3 | 0  |
| 24             | 캐나다     | C  | 3  | 0  | 0  | 3  | 0  | 5  | −5 | 0  |